# Svenska tv-historier
Svenska tv-historier är en svensk fakta-TV-serie om svenska TV-program.
Avsnittslängden varierar mellan 15 och 45 minuter. Programmen handlar i huvudsak om program som visats av Sveriges Television och som kan ses i sin helhet på Öppet arkiv.

## Avsnitt

### Säsong 1
- Avsnitt 1: "Varuhuset". Sändes 5 januari 2015.
- Avsnitt 2: "Spung". Sändes 7 januari 2015.
- Avsnitt 3: "Svenska hjärtan". Sändes 8 januari 2015.
- Avsnitt 4: "Nile City". Sändes 9 januari 2015.

### Säsong 2
- Avsnitt 1: "Skärgårdsdoktorn". Sändes 3 april 2015.
- Avsnitt 2: "Magnus & Brasse". Sändes 5 april 2015.
- Avsnitt 3: "Macken". Sändes 6 april 2015.
- Avsnitt 4: "Albert och Herbert". Sändes 21 december 2015.
- Avsnitt 5: "Lorry". Sändes 22 december 2015.
- Avsnitt 6: "Magnus & Brasse". Sändes 24 december 2015.

### Säsong 3
- Avsnitt 1: "Rapport till himlen". Sändes 25 mars 2016.
- Avsnitt 2: "Svensson Svensson". Sändes 26 mars 2016.
- Avsnitt 3: "Arne Hegerfors". Sändes 27 mars 2016.
- Avsnitt 4: "Hedebyborna". Sändes 28 mars 2016.
- Avsnitt 5: "Glappet". Sändes 18 juni 2016.
- Avsnitt 6: "Smash". Sändes 25 juni 2016.
- Avsnitt 7: "Hammarkullen". Sändes 20 augusti 2016.

### Specialsäsong för SVT:s 60-årsjubileum
- Avsnitt 1: "Älskade program". Sändes 21 november 2016.
- Avsnitt 2: "Tittarstormar". Sändes 22 november 2016.
- Avsnitt 3: "Fel i rutan". Sändes 23 november 2016.
- Avsnitt 4: "Julkalendrar". Sändes 24 november 2016.

### Säsong 4
- "Stina Dabrowski". Sändes 16 april 2017.
- Avsnitt 1: "Rederiet". Sändes 19 maj 2017.
- Avsnitt 2: "Vi på Saltkråkan". Sändes 26 maj 2017.
- Avsnitt 3: "Kvarteret Skatan". Sänds 2 juni 2017.
- Avsnitt 4: "Kurt Olssons television". Sänds 9 juni 2017.
- Avsnitt 5: "Vädret i rutan". Sänds 16 juni 2017.
- Avsnitt 6: "70-talets barnprogram". Sänds 31 december 2017.

### Säsong 5
- Avsnitt 1: "Sverker". Sändes 30 mars 2018.
- Avsnitt 2: "Träna med TV". Sändes 1 april 2018.
- Avsnitt 3: "Karin Falck". Sändes 22 juni 2018.
- Avsnitt 4: "Mat i rutan". Sänds 23 juni 2018.
- Avsnitt 5: "Pippi". Sändes 1 december 2018.
- Avsnitt 6: "Ebba och Didrik". Sändes 8 december 2018.
- Avsnitt 7: "Fräcka Fredag". Sändes 15 december 2018.
- Avsnitt 8: "Hipp Hipp!". Sändes 24 december 2018.

### Säsong 6
- Avsnitt 1: "Aprilskämt". Sändes 1 april 2019
- Avsnitt 2: "Obekväm stämning". Sändes 19 april 2019
- Avsnitt 3: "Ann-Britt Ryd Pettersson". Sändes 21 april 2019
- Avsnitt 4: "TV2-starten", 14 december 2019.
- Avsnitt 5: "Grynet", 21 december 2019.
- Avsnitt 6: "Den vita stenen". Sändes 23 december 2019.
- Avsnitt 7: "Sunes jul". Sändes 24 december 2019.
- Avsnitt 8: "Papphammar". Sändes 24 december 2019.
- Avsnitt 9: "Reuter & Skoog". Sändes 26 december 2019.

## Källhänvisningar
1. ↑  Svenska tv-historier, eftertexter.[källa från Wikidata]
2. 1 2  Svensk mediedatabas.[källa från Wikidata]